# Eine ganz normale Familie (Die Simpsons)
Eine ganz normale Familie (engl. Originaltitel: There’s No Disgrace Like Home) ist die vierte Folge der ersten Staffel der Serie Die Simpsons. Es ist die erste Simpsons-Folge, die in Deutschland ausgestrahlt wurde. Sie wurde 1991 im ZDF gesendet.

## Handlung
Homer nimmt seine Familie mit zu einem Firmenpicknick, bei dem ihm das Verhalten von Bart, Lisa und Marge peinlich ist. Als er bemerkt, dass sein Chef Mr. Burns eine „normale“, gut erzogene Familie gutheißt, die sich mit Respekt behandelt, wundert er sich, warum sich seine dysfunktionale Familie schlecht benimmt und jeden missachtet.
Als Marge, Bart und Lisa behaupten, dass sie nichts falsch machen, will Homer das Gegenteil beweisen, indem er sie mit auf eine Tour durch die Nachbarschaft nimmt und durch die Wohnzimmerfenster andere Familien beobachtet. Die Simpsons ziehen sich in die Sicherheit ihres Hauses zurück, nachdem ein Nachbar eine Waffe auf sie abgefeuert hat. Homer ist von dem Ausflug deprimiert und trinkt etwas in Moes Taverne, wo er einen Fernsehwerbespot für das Familientherapiezentrum von Dr. Marvin Monroe sieht. Dr. Monroe garantiert „Familienglück oder verdoppelt Ihr Geld zurück“, daher glaubt Homer, dass eine Therapie das Verhalten seiner Familie verbessern wird.
Zum Leidwesen seiner Familie verpfändet Homer ihren Fernseher, um die 250 Dollar teure Therapie zu bezahlen. Als Dr. Monroe die Simpsons bittet, Bilder von der Ursache ihrer Probleme zu zeichnen, zeichnen Bart, Lisa und Marge Homer. Homer hingegen zeichnet ein Flugzeug im Flug. Als Homer wütend wird und versucht, seine Familie mit einer Lampe anzugreifen, gibt Dr. Monroe den Simpsons gepolsterte Schläger, um ihre Aggression zu trainieren, ohne sich gegenseitig zu verletzen. Die Übung schlägt fehl, als Bart die Polsterung von seinem Schläger entfernt und den Arzt mit dem harten Kern ins Knie schlägt.
Dr. Monroe greift frustriert auf eine Abneigungstherapie zurück, indem er die Familienmitglieder an eine Maschine anschließt, mit der sie sich gegenseitig Elektroschocks verpassen, um Fehlverhalten zu verhindern. Die Simpsons nutzen dies so oft, dass der Generator beschädigt wird und die gesamte Stadt einen Stromausfall erleidet. Dies erfreut Mr. Burns, den Eigentümer des Kernkraftwerks Springfield. Als Dr. Monroe bemerkt, dass er den Simpsons nicht helfen kann, befiehlt er ihnen zu gehen. Als Homer Dr. Monroe an die Geld-zurück-Garantie erinnert, gibt ihm dieser 500 Dollar, um ihn davon abzuhalten, jemandem zu erzählen, dass seine Familie die Klinik besucht hat. Mit einem neuen Gefühl der Einheit kaufen die Simpsons mit dem Geld einen neuen Fernseher.

## Trivia
- Die Macher ließen sich von dem Film Citizen Kane, den Serien Twilight Zone und Batman sowie von Laurel und Hardy inspirieren.
- Die Figur des Dr. Marvin Monroe hat in dieser Folge ihren ersten Auftritt.